# Habit
«Habit» es una canción de Pearl Jam que aparece en el álbum No Code de 1996. La canción aparece también como Lado B del sencillo Who You Are". La canción fue descrita como un "Completo rock Americano" en la reseña hecha del álbum "No Code" de la revista Pitchfork Media.
«Habit» fue estrenada por el cantante Eddie Vedder en 1995 mientras estaba en gira como parte del grupo del bajista de punk Mike Watt, mientras promovían el álbum Ball-Hog or Tugboat?. La canción hace referencia a la canción "Against The 70's" de Mike Watt en la frase "Speaking as a child of the nineties."

## Habit
El Habit es la cantidad de ingresos, que puede ser dinero, comida, o algo necesario.